# PeaceWomen Across the Globe
PeaceWomen Across the Globe (PWAG, Femmes de Paix Autour du Monde), anciennement connue sous le nom de 1000 PeaceWomen, est une organisation basée à Berne, en Suisse, qui vise à accroître la visibilité des femmes en faveur de la paix dans le monde,.

## Histoire
L'organisation débute en 2003 sous la direction de Ruth-Gaby Vermot-Mangold, alors membre du Conseil national suisse, comme une initiative visant à nommer 1000 femmes de plus de 150 pays différents pour le prix Nobel de la paix en 2005. La nomination était notable pour inclure non seulement des célébrités, mais aussi des femmes relativement inconnues qui  contribuent de façon significative à la paix dans le monde. Bien que le prix ait finalement été décerné à l' Agence internationale de l'énergie atomique, l'initiative réussit à attirer l'attention du public sur le rôle des femmes dans le rétablissement de la paix.
L'organisation continue ses efforts et publia le livre 1000 peacewomen across the globe. Une exposition fut montée et présentée pour la première fois à Zurich et apparut ensuite dans plus de 25 pays, y compris des endroits tels que l'Université Xavier à Cincinnati ; Université Lingnan à Hong Kong ;  et lors d'une exposition parrainée par l' UNESCO à Genève.
Depuis 2006, PeaceWomen Across the Globe est l'une des ONG membres du Swiss Center for Peacebuilding, qui contribue à la politique étrangère de la Suisse. L'organisation est également membre du Réseau mondial des femmes artisanes de la paix.

## Membres
- Sakena Yacoobi, directrice exécutive de l'Afghan Institute for Learning
- Amina Afzali, membre du Cabinet des ministres afghan
- Malalai Joya, homme politique afghan
- Jelka Glumičić, militante croate
- Cynthia Basinet, actrice, chanteuse américaine
- Runa Banerjee, travailleuse sociale indienne et fondatrice de l'Association des femmes indépendantes (SEWA), Lucknow
- Keepu Tsering Lepcha, travailleur social indien et fondateur de la Fondation pour le développement humain du Sikkim (HDFS), Sikkim [13]

## Travaux
- 1000 peacewomen across the globe, Scalo, 2005, (ISBN 978-3-03939-039-7) [7]

## Nommées pour le prix Nobel de la paix en 2005
- Alla Yarochinskaya
- Macedonia Blas Flores
- Hildegard Goss-Mayr
- Douangdeuane Bounyavong
- Mutabar Tadjibayeva